# Pietro Acotanto
Blahoslavený Pietro Acotanto (asi 1115 Benátky – 1187 Benátky) byl italský římskokatolický mnich.

## Život
Narodil se v křesťanské rodině. Byl synem Filippa a Agnes Acotanto, kteří jej vedli ke vzdělání a zbožnosti. Když mu bylo 7 let Pietro vážně onemocněl (nemohl sedět ani stát). S jeho matkou odešel do kostela Svatého Jakuba v Rivoaltu (dnes Rialto) v Benátkách, kde složil své řeholní sliby a svěřil se do rukou Božího milosrdenství. Poté odešel do Jeruzaléma, kde díky přímluvě svatého Jiří se uzdravil a byl dále vzděláván v klášteře s jeho jménem.
Po otcově smrti opustil klášter a na žádost matky vstoupil v 16 letech do svazku manželského. Poté odešel do Svaté země. Když se vrátil zjistil že ovdověl. Poté znovu vstoupil do kláštera, kde mu byla nabídnuta funkce opata ale on odmítl a stal se rekluzem (poustevním rekluzem) v blízkosti kláštera.
Zemřel 15. září, 23. září, 6. srpna nebo 8. srpna kolem roku 1187.

## Úcta
Jeho kult byl schválen 8. srpna 1759 nebo 13. listopadu 1760 papežem Klementem XIII.
Jeho svátek se slaví 23. září.